# Polycardia libera
Polycardia libera är en benvedsväxtart som beskrevs av O. Hoffm. Polycardia libera ingår i släktet Polycardia och familjen Celastraceae. Inga underarter finns listade.